# Dabbeghatta, Krishnarajpet
Dabbeghatta là một làng thuộc tehsil Krishnarajpet, huyện Mandya, bang Karnataka, Ấn Độ.